# Ruckustjärnen
Ruckustjärnen är en sjö i Bräcke kommun i Jämtland och ingår i Ljungans huvudavrinningsområde. Sjöns area är 0,023 kvadratkilometer och den befinner sig 382 meter över havet.